# Number 13
Number 13 (Número 13 en español ) es el nombre de una película de Alfred Hitchcock que no llegó a estrenarse.
En 1922, Alfred Hitchcock consiguió el aval de la empresa productora Gainsborough para rodar la que sería su primera película, Number 13 (conocida también como Mrs. Peabody), a pesar de que nunca se terminó.
Se cree que el material de esta película se perdió o fue destruido por los productores, ya que no se conserva ni siquiera una copia de la misma, de la que sólo se llegaron a rodar dos rollos completos. Las tomas se hicieron en el estudio que la productora tenía en el barrio londinense de Islington.

## Remake
- Number 13 (2006)